# Фонтаны Чикаго
Фонтаны Чикаго — список фонтанов, установленных в публичных местах: на улицах, площадях, в парках и в общественных зданиях города Чикаго в штате Иллинойс, США. Фонтаны представляют собой неотъемлемая часть городской среды, они имеют богатую историю и большое культурное значение, формируя облик города.

## История
Самый старый из сохранившихся фонтанов Чикаго был назван в честь предпринимателя Фрэнсиса Дрекселя, который даже не был в городе. Дрексель иммигрировал из Австрии и стал одним из самых успешных банкиров США. После его смерти в 1863 году сыновья Фрэнсис А. и Энтони Дрексел, управлявшие филиалом его банка в Чикаго, предложили назвать улицу в его честь и пожертвовали в 1881 году сумму в 50 000 долларов (на 2017 год эквивалентно 1,2 млн долларов) на строительство фонтана со статуей их отца. Фонтан Дрекселя был открыт с большой помпой в 1883 году в конце бульвара Дрекселя (англ. Drexel Boulevard) в районе Саут-Сайд Чикаго.
Общественное Движение за воздержание от спиртных напитков XVIII и начала XIX веков было призванным подчёркивать негативное влияние алкоголя на здоровье, нравственность и семейную жизнь. Одной из первых американских организаций, созданных в поддержку ограничения употребления алкоголя, был Женский христианский союз трезвости (ЖХСТ), основанный в 1874 году. Первый план работы собрания Национального христианского союза трезвости был разработан в ноябре 1874 года, он заключался в обеспечении города свободной питьевой водой. Когда везде в городе была проведена питьевая вода, женщины установили во всех общественных местах питьевые фонтанчики в 25 штатах. Если бы у каждой обочины была доступна питьевая вода, рассуждали они, то сельчанам и крестьянам, приезжающим в город, не нужно было бы ходить утолять жажду горячительными напитками в салонах.
На 2020 год в Чикаго насчитывалось порядка 130 фонтанов. Фонтаны везде похожи, но «история фонтанов — вот что их отличает», — утверждает Грега Борзо, рассказывая об истории, культуре и искусстве, связанных с фонтанами, в своей богато иллюстрированной книге-путеводителе по многочисленным фонтанам города «Невероятные фонтаны Чикаго».

## Фонтаны в Чикаго
Ниже представлены фонтаны Чикаго по районам города.
 Действующие
 Не действующие
 Утраченные

### Фонтаны Сентрал
| Название (описание)                                                                                   | Местоположение                                                                                | Координаты                      | Дата открытия | Статус                | Изображение | Состояние     |
| --- | --------------------------------------------------------------------------------------------- | ------------------------------- | ------------- | --------------------- | ----------- | ------------- |
| Букингемский фонтан Фонтан считается «входными воротами» Чикаго                                       | Аквариум Шедда, район Чикаго-Луп                                                              | 41°52′33″ с. ш. 87°37′08″ з. д. | 1927          | Достопримечательность |             | действует     |
| Детский фонтан на Хилд-сквер (англ. Children’s Fountain in Helald Square)                             | Ист-Уокер-драйв — Норт-Уобаш-авеню                                                            | 41°53′14″ с. ш. 87°37′44″ з. д. | 1982          | —                     |             | снесён в 2000 |
| Фонтан Великих озёр Аллегорическая скульптура и фонтан Лорадо Тафта, бронзовое произведение искусства | Миллениум-парк, район Чикаго-Луп                                                              | 41°52′43″ с. ш. 87°37′24″ з. д. | 1907 — 1913   | —                     |             | действует     |
| Фонтан Джозефа Розенберга Фонтан и скульптура с «говорящей статуей» немецкого художника Франца Махтля | Миллениум-парк, район Чикаго-Луп                                                              | 41°52′07″ с. ш. 87°37′26″ з. д. | 1893          | Достопримечательность |             | действует     |
| Фонтан Крауна Интерактивное произведение паблик-арта, представляющее собой видео-скульптуры.          | Миллениум-парк, район Чикаго-Луп                                                              | 41°52′53″ с. ш. 87°37′25″ з. д. | 2004          | Достопримечательность |             | действует     |
| Фонтан на 8-й улице                                                                                   | Миллениум-парк, район Чикаго-Луп                                                              | 41°52′19″ с. ш. 87°37′24″ з. д. | 1927          | —                     |             | действует     |
| Фонтан Столетия                                                                                       | фонтан расположен на северном берегу реки Чикаго в здании Суда Макклерга, район Нир-Норт-Сайд | 41°53′59″ с. ш. 87°40′28″ з. д. | 1989          | —                     |             | действует     |
| Фонтан тритонов фонтан в Риме, (Италия), Площадь Уста Истины, перед базиликой Санта-Мария-ин-Космедин | Миллениум-парк, район Чикаго-Луп                                                              | 41°53′19″ с. ш. 12°28′52″ в. д. | 1715          | —                     |             | действует     |
| Человек с рыбой Фонтан и скульптура с «говорящей статуей» немецкого художника Штефана Балькенхоля     | Аквариум Шедда, район Чикаго-Луп                                                              | 41°52′02″ с. ш. 87°36′53″ з. д. | 2001          | —                     |             | действует     |

### Фар-Саутист-Сайд
| Название (описание)                                   | Местоположение                                                            | Координаты                      | Дата открытия | Статус                | Изображение | Состояние |
| ----------------------------------------------------- | ------------------------------------------------------------------------- | ------------------------------- | ------------- | --------------------- | ----------- | --------- |
| Фонтан Дрейка Также известен как «Памятник Колумбу»   | район Саут-Чикаго                                                         | 41°43′41″ с. ш. 87°33′10″ з. д. | 1892          | Достопримечательность |             | —         |
| Фонтан Времени Скульптура Лорадо Тафта длиной 38,66 м | район Саут-Чикаго, западный край площади Мидуэй-Плезанс в Вашингтон-парке | 41°47′12″ с. ш. 87°36′27″ з. д. | 1920          | Достопримечательность |             | —         |

### Фонтаны Саут-Сайда
| Название (описание)                                                                                     | Местоположение     | Координаты                      | Дата открытия | Статус                | Изображение | Состояние |
| --- | ------------------ | ------------------------------- | ------------- | --------------------- | ----------- | --------- |
| Фонтан Дрекселя Самый старый из сохранившихся фонтанов Чикаго в честь предпринимателя Фрэнсиса Дрекселя | в районе Саут-Сайд | 41°53′20″ с. ш. 87°47′41″ з. д. | 1883          | Достопримечательность | —           | действует |

### Другие
| Название (описание) | Местоположение                                       | Координаты                      | Дата открытия | Статус | Изображение | Состояние |
| --- | ---------------------------------------------------- | ------------------------------- | ------------- | ------ | ----------- | --------- |
| Фонтан конного шоу Также известен как «фонтан Райта-Бока» | Пригород Ок-Парк                                     | 41°53′20″ с. ш. 87°47′41″ з. д. | 1909          | —      |             | действует |
| Мемориал ветеранов Вьетнама Военный мемориал в Чикаго | —                                                    | 41°53′13″ с. ш. 87°37′38″ з. д. | 2005          | —      |             | действует |
| Дерьмовый фонтан фонтан и скульптура в виде кучи свежего блестящего собачьего помёта из бронзы, намекающего владельцам собак о необходимости убирать за своими питомцами | 1001 Норт-Уолкотт-авеню (англ. North Wolcott Avenue) | 41°53′59″ с. ш. 87°40′28″ з. д. | 2005          | —      |             | действует |